# Мальчевский, Александр Иванович
Александр Иванович Мальчевский (20 ноября 1905, с. Красное, Глуховский уезд, Черниговская губерния — 11 марта 1988, Москва) — советский военачальник, генерал-лейтенант (1958).

## Начальная биография
Александр Иванович Мальчевский родился 20 ноября 1905 года в селе Красное Глуховского уезда Черниговской губернии.
В октябре 1926 года поступил в Глуховский педагогический техникум, после окончания которого с июня 1929 года работал учителем в семилетних школах в г. Усмань и с. Красное.

## Военная служба

### Довоенное время
В ноябре 1931 года Мальчевский призван в ряды РККА и направлен на учёбу в команду одногодичников в составе 45-го стрелкового полка (15-я Сивашская стрелковая дивизия, Украинский военный округ), после окончания которой с ноября 1932 года служил в составе того же полка на должностях командира взвода, пулемётной роты, помощника начальника и начальника полковой школы. После преобразования полка в 169-ю стрелковую дивизию Мальчевский был назначен на должность начальника строевого отделения штаба, в июле 1940 года — на должность заместителя командира по строевой части, а в декабре того же года — на должность командира 556-го стрелкового полка в составе этой же дивизии. 19 июня 1941 года 169-я стрелковая дивизия в составе 55-го стрелкового корпуса была передислоцирована к реке Прут.

### Великая Отечественная война
С началом войны дивизия принимала участие в ходе приграничного сражения, а затем в оборонительных боевых действиях в районе пгт Липканы и на участке Студеница, Камос на Днестре, после чего отступала по направлению на Каменец-Подольский, Первомайск через Баштанку и Нижнеднепровск, где 5 сентября капитан А. И. Мальчевский был ранен. После выздоровления в декабре вернулся в дивизию и назначен на должность командира 680-го стрелкового полка, после чего принимал участие в боевых действиях на обоянском направлении и в районе Харькова. В июле 1942 года 169-я дивизия была выведена в район Харабали с подчинением в резерв Ставки Верховного Главнокомандования с целью пополнения личным составом. В сентябре того же года дивизия была включена в состав Сталинградского фронта, после чего была передислоцирована в район Красноармейска южнее Сталинграда (ныне район города), а затем вела боевые действия на подступах и в самом Сталинграде, в районе Ельшанки и окраине Минина.
17 декабря 1942 года подполковник Мальчевский был назначен на должность командира 154-й морской стрелковой бригады, которая принимала участие в боевых действиях в районе Сталинграда. За отличия в ходе Сталинградской битвы 3 марта 1943 года бригада была преобразована в 15-ю гвардейскую и в том же месяце была передислоцирована на Калининский фронт и включена в состав 22-й армии, в составе которой с апреля принимала участие в боевых действиях в районе города Холм на реке Ловать.
19 октября 1943 года полковник А. И. Мальчевский назначен на должность командира 171-й стрелковой дивизии, которая вскоре принимала участие в боевых действиях в ходе Ленинградско-Новгородской операции.
В июне 1944 года направлен на учёбу на ускоренный курс Высшей военной академии имени К. Е. Ворошилова, после окончания которого в апреле 1945 года назначен на должность командира 110-й гвардейской стрелковой дивизии, которая вела наступательные боевые действия на брновском направлении и во время Пражской операции. С 14 мая 110-я гвардейская дивизия была дислоцирована южнее Праги.
В июне 1945 года полковник Мальчевский был назначен на должность командира 6-я стрелковая дивизия, которая вскоре была передислоцирована в Монголию, где была включена в состав Забайкальского фронта, после чего принимала участие в ходе Манчжурской и Хингано-Мукденской наступательных операций во время советско-японской войны. За отличия в боях против японских войск при преодолении горного хребта Большой Хинган 6-й стрелковой дивизии был присвоено название «Хинганская».

### Послевоенная карьера
В ноябре 1945 года дивизия была расформирована и в том же месяце   Мальчевский был назначен на должность командира 1-й гвардейской воздушно-десантной дивизии (Забайкальско-Амурский военный округ), которая 17 ноября была преобразована в 124-ю гвардейскую стрелковую дивизию. В июле 1946 года назначен на должность командира 20-й гвардейской стрелковой бригады (Восточно-Сибирский военный округ).
В декабре 1949 года направлен на учёбу на основной факультет Высшей военной академии имени К. Е. Ворошилова, после окончания которого в декабре 1951 года назначен на должность командира 63-й стрелковой дивизии (Приморский военный округ), в октябре 1953 года — на должность начальника Благовещенского военного училища, в августе 1954 года — на должность помощника командующего по боевой подготовке и начальника Управления боевой подготовки Дальневосточного военного округа, а в октябре 1958 года назначен на должность военного атташе при посольстве СССР в КНДР.
Генерал-лейтенант Александр Иванович Мальчевский в июне 1961 года вышел в запас. Умер 11 марта 1988 года в Москве.

## Награды
- Три ордена Красного Знамени (17.02.1942, 09.03.1942, 03.11.1953);
- Орден Суворова 2 степени (31.08.1945);
- Орден Отечественной войны 1 степени (06.04.1985);
- Орден Красной Звезды (30.04.1947);
- Медали.